# Trzęsienie ziemi w Paktice (2022)
Trzęsienie ziemi w Afganistanie w czerwcu 2022 – trzęsienie ziemi o dużej mocy, które 22 czerwca 2022 roku, o godz. 1:24 czasu lokalnego, nawiedziło Afganistan.
Trzęsienie ziemi dotknęło 22 czerwca 2022 roku cztery dystrykty w prowincji Paktika w Afganistanie. Epicentrum znajdowało się w pobliżu tzw. Linii Duranda. Odnotowano liczne ofiary śmiertelne w prowincjach: Paktika, Chost i Nangarhar. Prowadzono akcję ratunkowo-poszukiwawczą, utrudnioną w związku z niedostateczną liczbą ratowników i brakami sprzętowymi. Szef afgańskiej delegacji Międzynarodowego Ruchu Czerwonego Krzyża i Czerwonego Półksiężyca Necephor Mendi zaapelował w dniu trzęsienia o międzynarodową pomoc. O pomoc zwróciły się też władze kraju. Trzęsienie było odczuwalne, m.in. w stolicy kraju Kabulu, w stolicy Pakistanu Islamabadzie oraz w Indiach.